# Blick Bassy
Blick Bassy (Yaundé, 1974) es un cantante, compositor, productor, guitarrista y percusionista bassa camerunés.
Escribe sus canciones en su lengua materna, el bassa. Su canción Kiki, del álbum Akö, fue el tema principal del lanzamiento mundial del iPhone 6 en 2015.
Ha ganado varios premios prestigiosos, entre ellos el Grand prix SACEM des Musiques du Monde en 2019.

## Trayectoria
Bassy procede de una familia numerosa. Empezó a cantar a los tres años porque su padre construyó una iglesia donde su madre enseñaba a tocar la kora y él cantaba junto a sus hermanos los domingos. A los diez años fue enviado a vivir con sus abuelos a Mintaba. Durante los dos años que pasó en el pueblo, Bassy se familiarizó con las costumbres, la música y la cultura tradicionales, así como con la agricultura, la caza y la pesca. Su estancia le permitió descubrir algunos estilos musicales.

### Carrera musical
Al principio de su carrera, Blick Bassy formó dos grupos. A los 17 años, cuando aún estaba en la escuela secundaria, formó el grupo The Jazz Crew, que fue un éxito en Camerún. En 1996, fundó el grupo Macase con amigos como Rubén Binam.Su música mezclaba ritmos bantúes con jazz y soul y con la publicación de los álbumes: Etam en 1999 y Doulou en 2003, Bassy se  convirtió en un nombre conocido. El grupo estuvo de gira por Camerún durante diez años. Ganó el Prix Elysse Musique du Monde en 2001 de Radio Francia Internacional. Ese mismo año, el grupo fue seleccionado por el Marché des Arts du Spectacle d'Abidjan (MASA), cuyo objetivo es reforzar la capacidad de los profesionales africanos de las artes escénicas y dar acceso al mercado internacional a las producciones africanas y a sus artistas. En 2003, fue considerado el grupo africano más prometedor en los KORA All African Music Awards. En 2004, Bassy produjo el álbum Si tu vois ma go del rapero camerunés Koppo.
En 2005, decidió proseguir su carrera en solitario y se trasladó a París. En 2009, publicó su álbum Léman, grabado en el estudio de Salif Keita en Bamako.  Cantado en francés, inglés y bassa, Léman es un recorrido por los viajes del artista. El álbum fue finalista de los Prix Musiques du Monde de Radio Francia Internacional. En mayo de 2011, produjo el álbum Hongo Calling, un homenaje a un ritmo tradicional de Bassa, el Hongo. En este álbum, Blick Bassy combina los ritmos de su tierra natal con el Soul y el Funk en un estilo singular, remontándose a la ruta de los esclavos de Camerún a Brasil,  que llevaron su música con ellos. En 2015, produjo su tercer álbum titulado Akö, con gran éxito de crítica.
En 2019, publicó un cuarto álbum titulado 1958 (en No Format/Tôt ou Tard), en el que rindió homenaje a Ruben Um Nyobe, héroe de la resistencia anticolonial camerunesa. Este álbum le valió el Grand Prix Musique du monde de la Société des auteurs, compositeurs et éditeurs de musique en noviembre de 2019.  El álbum 1958 también ganó el premio al Mejor Álbum en la categoría de África en los Songlines Music Awards 2020 de la reconocida revista británica Songlines. En 2023, lanzó su quinto disco, titulado Mádibá.
En febrero de 2023, junto con la historiadora Karine Ramondy, Blick Bassy fue nombrado codirector de la Comisión Memoria de Camerún, creada por Emmanuel Macron para analizar la actuación de Francia durante la colonización y tras la independencia de Camerún.

### Carrera literaria
En 2016 publicó su primera novela, Le Moabi Cinéma, con la editorial Gallimard, que ganó el Gran Premio Literario del África Negra.

## Discografía
- 2009 : Léman
- 2011 : Hongo Calling
- 2015 : Ako
- 2019 : 1958
- 2023 : Mádibá

## Obra literaria
2016 - Le Moabi Cinéma, Gallimard ISBN 978-2070179114

## Reconocimientos
- Sacem 2019 : Grand Prix Musique du Monde
- Songlines Awards 2020: Mejor álbum (categoría África)